# Robert Gmyrek
Robert Wiesław Gmyrek (ur. 16 czerwca 1963) – polski menedżer, weterynarz i urzędnik państwowy, w latach 2000–2001 sekretarz stanu w Ministerstwie Rolnictwa i Rozwoju Wsi.

## Życiorys
W 1988 ukończył studia z zakresu weterynarii na Akademii Rolniczej w Lublinie, a w 2002 także studia podyplomowe z zarządzania firmą na Politechnice Łódzkiej. W 1997 bez powodzenia kandydował do Sejmu z listy Unii Wolności jako kandydat bezpartyjny. Do 1999 był powiatowym lekarzem weterynarii w Kielcach. W 1999 został wiceszefem państwowych służb weterynaryjnych z rekomendacji Artura Balazsa.
W rządzie Jerzego Buzka został 2 sierpnia 2000 sekretarzem stanu w Ministerstwie Rolnictwa, odpowiedzialnym m.in. za weterynarię. Został szefem rządowego zespołu ds. walki z BSE, a 21 czerwca 2001 – także pełnomocnikiem rządu ds. bezpieczeństwa żywności. Zakończył pełnienie funkcji wraz z rządem jesienią 2001. Od maja 2002 do grudnia 2011 pełnił funkcję dyrektora ds. biopaliw w PKN Orlen; w tym przedsiębiorstwie był również wicedyrektorem ds. rozwoju spółki i członkiem rady powiązanej z Orlenem Fundacji Dar Serca. Później zasiadał w radach nadzorczych spółek z branży paliwowej Biagra-Oil i Komarga, a od 2014 jest dyrektorem generalnym grupy BZK.
Był oskarżany przez media o związki z rosyjskimi służbami specjalnymi i ze śmiercią Marka Karpia.